# Сарцины
Сарцины (лат. Sarcina) — род грамположительных кокков, делящихся в трех взаимно перпендикулярных направлениях, образуя при этом кубические «тюки», от чего и получили своё название. Сапрофиты, обычно неспороносны, неподвижны и непатогенны. Способны к синтезу бактериальной целлюлозы. Встречаются в почве, воде, воздухе и живых организмах. Многие представители этого рода являются частью микрофлоры человека и обитают на коже и в толстом кишечнике. 
Типового представителя этого рода, Sarcina ventriculi, можно обнаружить на поверхности семян злаковых, в почве, кишечнике человека, кроликов и морских свинок.